# Bildstock (Hesselbach, Oberer Leitenberg)

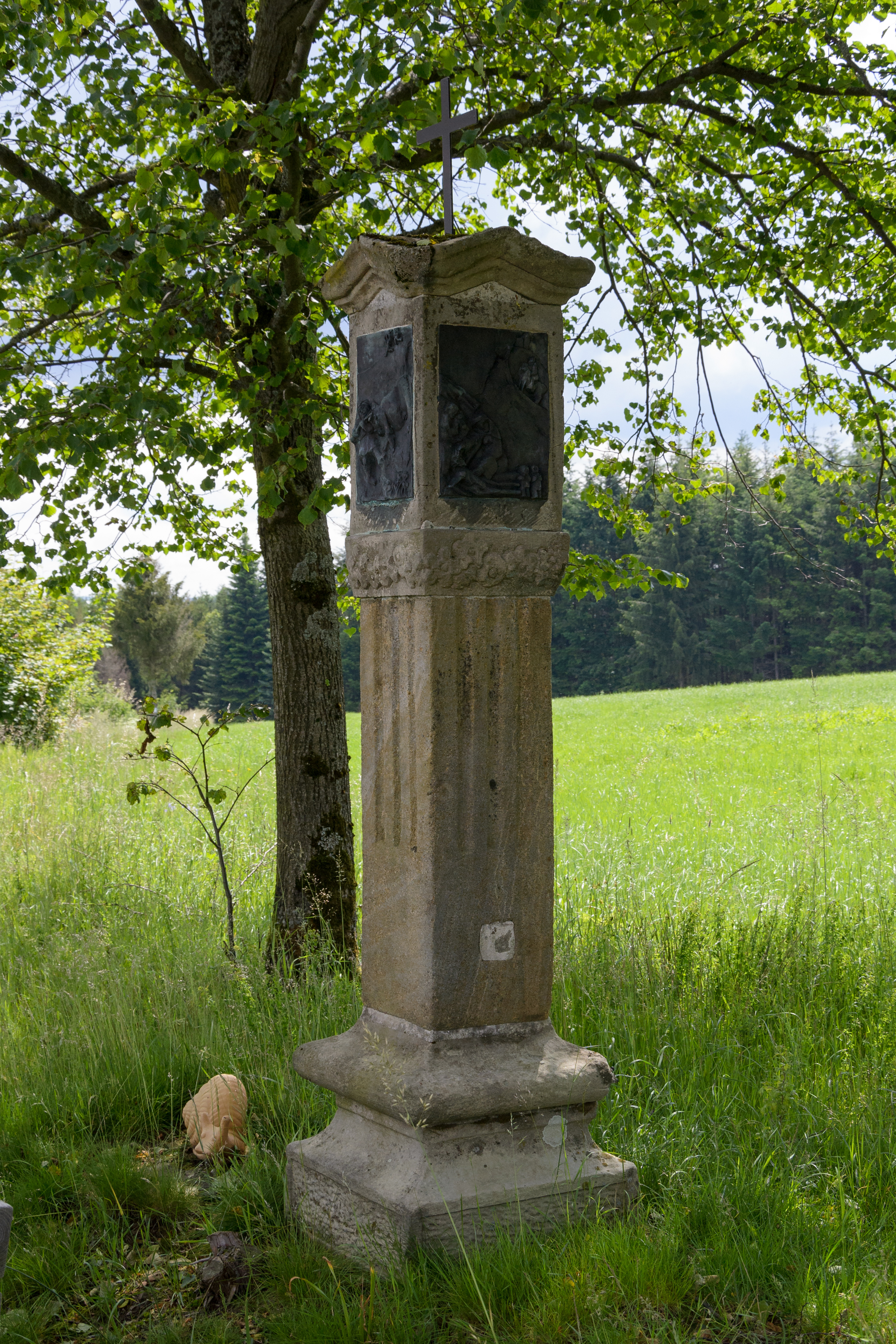
Bildstock auf dem Oberen Leitenberg

Der Bildstock auf dem Oberen Leitenberg ist ein als Baudenkmal geschütztes Kleindenkmal bei Hesselbach, einem Gemeindeteil der im oberfränkischen Landkreis Kronach gelegenen Gemeinde Wilhelmsthal.

## Beschreibung
Der im frühen 19. Jahrhundert aus Sandstein angefertigte Bildstock steht rund 400 Meter westlich von Hesselbach an der Kreuzung zweier Feldwege auf dem Oberen Leitenberg. Der Sockel und der Pfeiler mit seinem angedeuteten Kapitell waren ursprünglich aus einem Stück gearbeitet, wurden jedoch bei einem Sturz getrennt. Das Kapitell wurde vermutlich bei einer Renovierung im Jahr 1976 entfernt. Die vier Seiten des Pfeilerschaftes sind mit je drei Längsrillen versehen, die an eine Kannelierung erinnern. Der vierseitige Aufsatz endet mit einem leicht geschwungenen Abschlussgesims und ist mit einem Eisenkreuz bekrönt. In die vier Bildnischen sind reliefierte Bronzetafeln eingelassen. Das Flurdenkmal erinnert an eine Bäuerin aus dem Ort, die am Standort des Bildstocks von einer Kuh angegriffen und getötet worden sein soll.